# 静安昆仑大酒店
静安昆仑大酒店，是位于中国上海市静安区华山路250号的一家五星级酒店。该酒店始建于1985年，1988年以上海静安希尔顿酒店（英語：Hilton Shanghai Jing An）之名开业，是为上海最早的五星级酒店暨希尔顿集团在中国大陆的首个据点。2018年1月1日，因管理合约到期，酒店转隶锦江国际，并更为现名。

## 介绍

### 兴建背景
改革开放后，上海境外入境游客数量激增，而当时适合接待外国游客的饭店多建于中华人民共和国成立前，保障能力严重不足。1979年后，上海方面陆续改扩建一批既有饭店，并引入外资新建了华亭等三间宾馆。

### 建设和营运
20世纪80年代，锦江集团按中共上海市委、市政府部署，提供华山路250号地块对外招标。最终由香港信宜集团出资90%、希尔顿集团出资10%，共同投资约8500万美元成立合资公司“静安希尔顿饭店（上海）”建造酒店，使用希尔顿品牌，合约30年。
酒店于1985年2月破土动工，1988年3月（一作1987年12月）竣工，同年6月28日正式对外营业，其引入的一系列制度及规则亦为当时中国大陆前所未有。1990年，该酒店与广州白天鹅宾馆等五家酒店一道被评为中国大陆首批五星级酒店。
酒店开业时，按当时上海市的工资水平，酒店房价约合普通工人20个月工资。而当时因高星级酒店匮乏，欧美著名演员来华演出，大多在此下榻。此外，该酒店自2002年起成为上海大師賽指定酒店。
2003年，郁国祥和胡岚出资1.5亿美元收购了该酒店的股权，一时轰动沪上，惟郁氏因挪用社保基金达成此项收购被查。威华达控股于2012年5月宣布将收购兴业股份，如同间接完全掌握酒店股权。不过，威华达宣布因先决条件未能于规定日期前达成或豁免，收购协议取消。

### 翻牌
2017年9月，随着30年管理合约期限的临近，希尔顿和锦江双方确定不再续展合约，酒店将于2018年1月1日摘牌，但仍将继续运营。12月，锦江集团和静安希尔顿饭店（上海）按合约进行移交工作。2018年1月1日，酒店脱离希尔顿序列，更名为“静安昆仑大酒店”，并切入锦江的预订分销系统。自此希尔顿品牌暂时退出上海市区市场，至2024年接手原延安西路日航酒店（即上海城中希尔顿酒店）为止。在同年举办的第一届进博会期间，该酒店完成了乌克兰、巴哈马、乌拉圭、瓦努阿图四国代表团接待任务。